# 塔庄镇
塔庄镇是中国福建省福州市闽清县下辖的一个镇。
位于闽清县南部，距县城32公里，东与永太县红星、盘谷交界，南与省璜镇接壤，北与坂东镇毗邻。
面积73.3平方千米，人口24687人（2004年）。
辖1个居委会、24个行政村，64个自然村。

## 行政区划
塔庄镇共辖1个居委会、24个行政村，分别是：
塔庄社区、塔庄村、茶口村、上汾村、荷峰村、坂尾村、梅寮村、炉溪村、南墘村、甲洋村、饭洋村、龙池村、溪东村、莲宅村、梅坪村、林洞村、高峰村、黎家村、斜洋村、下庄村、坪街村、玉台村、秀环村、坪洋村和秀洋村。

## 名胜古迹
高峰村有闽清“天地人和”四寺之一的地藏寺，创建于南宋年间。
黄氏八闽始祖黄敦墓，由于其外型酷似虎，俗称“虎丘”。
玉屏山树木郁郁葱葱，山上飞鸟走兽，花香鸟语似一块“碧玉”。
斜洋村飞流激瀑的急水岩、玉台山上的石鼓和饭洋村金鸡母都蔚为壮观。

## 特产
茶口粉干：中国地理标志产品。